# Etta (nome)
Etta  è un nome proprio di persona inglese femminile.

## Varianti
- Femminili: Ettie[1][2]

## Origine e diffusione
Si trattava in origine di un ipocoristico dei nomi Henrietta e Harriet; a partire dal XIX secolo, è stato usato anche come abbreviazione di vari altri nomi che terminano in -etta, acquisendo anche valenza di nome autonomo.

## Persone

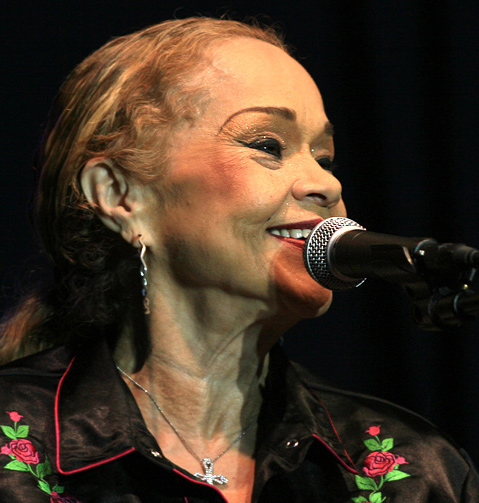
Etta James

- Etta Baker, cantante e chitarrista statunitense
- Etta James, cantante statunitense
- Etta McDaniel, attrice statunitense
- Etta Palm d'Aelders, attivista femminista olandese
- Etta Rosales, attivista e politica filippina
- Etta Scollo, cantante italiana
- Etta Zuber Falconer, educatrice e matematica statunitense

## Il nome nelle arti
- Etta Candy è un personaggio dei fumetti della serie di Wonder Woman.
- Etta Kett è un personaggio di una striscia a fumetti creata da Paul Robinson.